# Макки, Билли
Билли Макки (англ. Billy McKee, ирл. Liam Mac Aoidh; 12 ноября 1921 или, Белфаст — 11 июня 2019) — один из основателей «временного» крыла Ирландской республиканской армии.

## Биография

### Ранние годы
Макки стал членом ИРА в 1939 году. Во время Второй мировой войны ИРА предприняла серию вооружённых нападений на объекты Британской армии, что вошло в историю как Северная кампания, и в них также участвовал Макки. Он был арестован и брошен в тюрьму Крамлин-Роуд, откуда освободился в 1946 году. Через 10 лет после освобождения он участвовал в Пограничной кампании, ещё одном конфликте с участием ИРА, и был брошен снова в тюрьму, освободившись в 1962 году.
После освобождения Макки стал командиром Белфастской бригады ИРА, но в 1963 году, после того, как он пообещал Королевской полиции Ольстера не размахивать ирландским флагом на марше республиканцев, был снят с поста командира, и эту должность занял Билли Макмиллен.
В 1960-е годы Макки стал всё чаще отдаляться от деятельности ИРА, осуждая стремление движения к реформистской политике и поддержку социалистов и настаивая на продолжении вооружённой борьбы. Макки был верующим католиком, ежедневно ходя на мессы, и не поддерживал коммунистические идеи в республиканском движении.

### Раскол в ИРА
В августе 1969 года в Северной Ирландии вспыхнули беспорядки на почве межрелигиозной ненависти между католиками и протестантами. Макки был разочарован тем, что ИРА не сумела защитить должным образом гражданское католическое население. 14 августа 1969 года Билли Макки, Джо Кэхилл и группа других республиканцев захватили дома на Кашмир-стрит с целью отбить нападения объединённых сил ольстерских лоялистов и королевской полиции Ольстера. Однако республиканцы были плохо вооружены и не сумели защитить Бомбей-стрит, Кашмир-стрит, Купар-стрит и другие католические улицы: дома на этих улицах были сожжены дотла.
Макки после беспорядков обвинил Макмиллена, командовавшего Белфастской бригадой ИРА, и всё руководство ИРА в Дублине в том, что те плохо снабжали республиканцев оружием, не отправляли достаточно добровольцев и не имели чётких планов по защите католических кварталов. 22 сентября Макки с группой добровольцев попытались на встрече с руководством Белфастской бригады отстранить Макмиллена от командования. Несмотря на то, что это им не удалось, они объявили, что с этого момента не подчиняются дублинскому руководству ИРА. В декабре 1969 года ИРА раскололась на два крыла: «временное», составленное из милитаристов старой выучки наподобие Макки, и «официальное», составленное из убеждённых марксистов. В сентябре 1970 года Макки возглавил Военный совет Временной ИРА.

### Временная ИРА
Макки стал первым командиром Белфастской бригады «временного» крыла ИРА. С самого начала между людьми Макки и бывшими сослуживцами, ушедшими в ИРА, начались трения, поскольку и те, и другие претендовали на контроль над зоной проживания националистов. Но «временные» быстро взяли под свой контроль католическую часть города, считая себя наиболее достойными защитниками католиков в Белфасте. 27 июня 1970 года Макки внёс свой вклад в борьбу за католическую общину: в квартале Эрдойн на севере Белфаста после парада Оранжевого ордена завязались беспорядки, в ходе которых были убиты три протестанта. Ольстерские лоялисты в знак мести решили напасть на уязвимый католический анклав Шорт-Стрэнд на востоке Белфаста, и Макки, узнав об этих планах, немедленно поехал на восток, собрав отряд и вооружив его. Ирландцы заняли позицию в церкви Святого Матфея. Пятичасовая битва закончилась поражением протестантов: Макки получил пять ранений, один из его подчинённых погиб, но и как минимум два сторонника ольстерских лоялистов были убиты.
15 апреля 1971 года Билли Макки и Фрэнсис Макарт были арестованы Британской армией за незаконное хранение огнестрельного оружия (пистолетов). Макки был осуждён и отправлен в тюрьму Крамлин-Роуд, а Джо Кэхилл стал командиром Белфастской бригады.
В 1972 году Макки начал голодовку с требованием признать осуждённых волонтёров ИРА политзаключёнными, что улучшило бы условия обращения с ним. Республиканцы, которые уже были интернированы, имели особый статус, а вот осуждённые за преступления такой статус не умели. Долгое время призывы Макки игнорировались, и только в самый последний момент министр внутренних дел Уильям Уайтлоу ввёл категорию особого статуса для заключённых, что спасло Макки от голодной смерти. 4 сентября 1974 года он был освобождён и вернулся на пост командира. К тому моменту «временная» Ирландская республиканская армия объявила о перемирии, и Макки вместе с Рури О’Брэди приступил к тайным переговорам о мире в Лондондерри с руководством Северной Ирландии. В декабре 1974 года в ирландском городе Фикл Макки встретился с местной протестантской общиной и изъявил свою готовность положить конец кровопролитию. Однако после того, как на республиканцев (в основном на «официальных» волонтёров ИРА) возобновились нападения протестантов, Макки прекратил переговоры о мире и отдал распоряжения об ответных нападениях на протестантов. Группа волонтёров «временного» крыла во главе с Джерри Адамсом осудила инициативу Макки.

### В отставке
В 1977 году Адамс исключил Макки из Военного совета ИРА, и тот фактически ушёл на покой. Здоровье Макки было уже подорвано, и он отказался от дальнейшего сотрудничества с военизированными группировками. Макки в 1986 году вступил в партию «Республиканцы Шинн Фейн» после раскола в основной партии Шинн Фейн. Вместе с Бренданом Хьюзом и Томми Маккирни Билли Макки до последних дней жизни продолжал выступать против реформистской политики Шинн Фейн и Белфастских соглашений. Умер 11 июня 2019 года в Белфасте в возрасте 97 лет. Был похоронен с воинскими почестями 15 июня того же года.